# Sandakada pahana

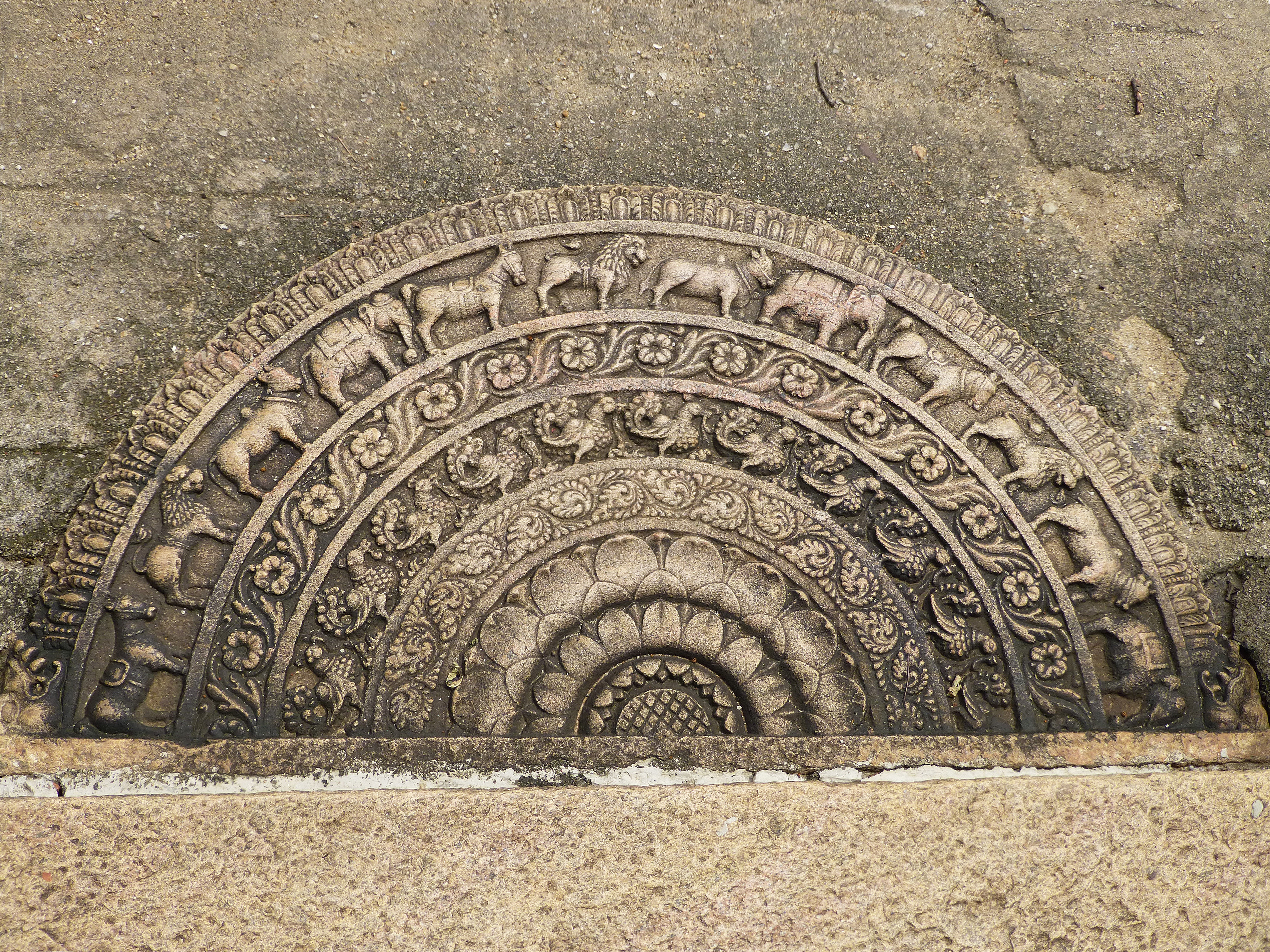
Sandakada pahana en Ridi Vihara, en el distrito de Kurunegala decorada con frisos concéntricos de palmetas, cuadrúpedos, flores y cisnes, alrededor de una semiflor de loto.

Sandakada pahana o piedra lunar, una característica única de la arquitectura cingalesa de la Antigua Sri Lanka, es una losa de piedra semicircular cuidadosamente tallada, que generalmente se coloca al pie de escaleras y entradas a edificaciones. Apareció hacia finales del período de Anuradhapura y fue evolucionando durante los períodos de Polonnaruwa, Gampola y Kandy. Para los estudiosos, simboliza el ciclo del Saṃsāra en el budismo.

## Etimología
Su nombre en cingalés, sandakada pahana, se puede traducir al español como «piedra en forma de media luna», que se corresponde con su forma y diseño. La antigua crónica Mahavamsa y determinada literatura Pali como la Samantapasadika se refiere a la sandakada pahana como patika.

## Período Anuradhapura

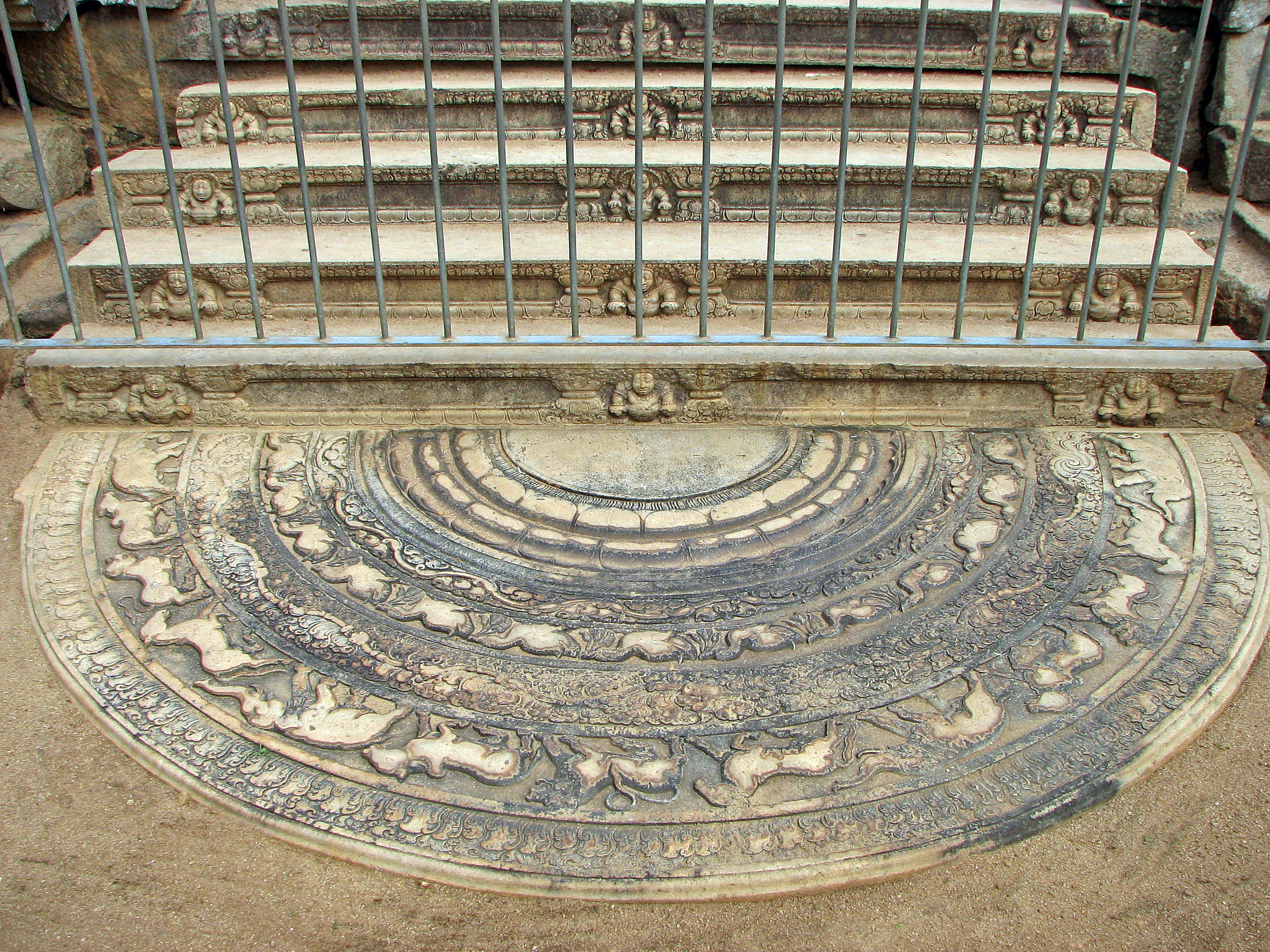
Sandakada pahana en Anuradhapura.

Las primeras sandakada pahanas aparecieron a finales del antiguo Reino de Anuradhapura. Solo se colocaban en las entradas a los templos budistas durante este período.
Las tallas de las losas semicirculares de piedra fueron las mismas en cada sandakada pahana. Un medio loto se disponía en el centro, rodeado por varias bandas concéntricas. La primera banda desde el medio loto estaba decorada con una procesión de cisnes, seguida de una banda con un intrincado diseño de follaje conocido como liyavel. La tercera banda tenía grabados de cuatro animales; elefantes, leones, caballos y toros. Estos cuatro animales se suceden en una procesión que simboliza las cuatro etapas de la vida: crecimiento, energía, poder y paciencia. La cuarta, la banda más exterior, tiene grabada llamas, usualmente interpretado como un altar de fuego.

## Período Polonnaruwa

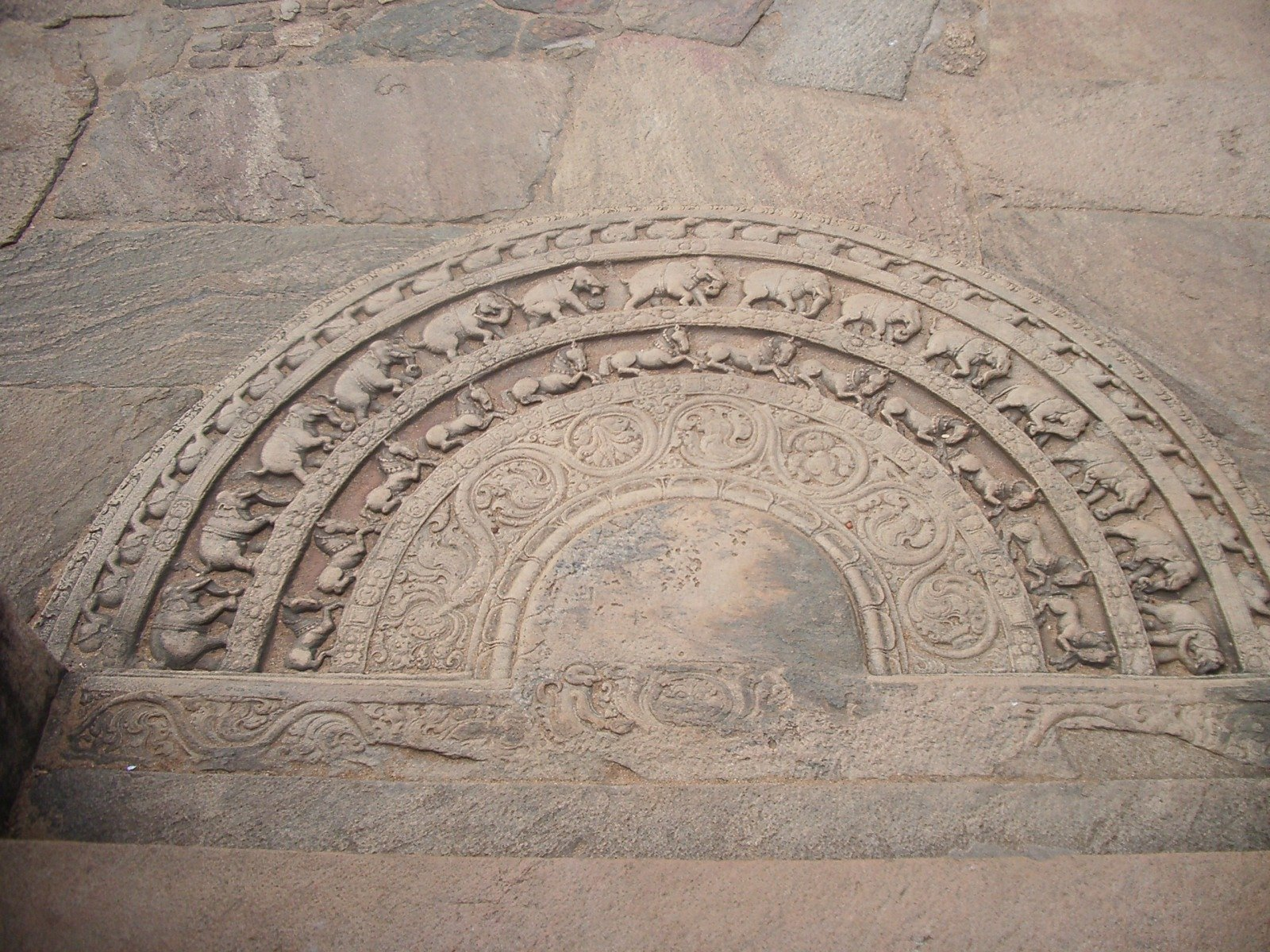
Sandakada pahana a la entrada al Vatadage de Polonnaruwa. Nótese la ausencia del toro y el león.

El diseño del sandakada pahana del período Polonnaruwa difiere en gran medida del período Anuradhapura. La banda que allí se usaba para representar los cuatro animales se eliminó, y procesiones de elefantes, leones y caballos se representan en bandas separadas. El cambio más significativo es la eliminación del toro, debido q que en el hinduismo el toro es considerado como un animal favorable y durante este tiempo de la historia, la influencia del hinduismo fue alta en Sri Lanka. La tradición de Anuradhapura de colocar sandakada pahanas solo en las entradas a los templos budistas también cambió, y también se puede encontrar en las entradas de otros edificios pertenecientes al período Polonnaruwa.
Una invasión de Rajendra I en 1017 llevó a una gran parte del país bajo el control del imperio Chola. [8] El país estuvo bajo el dominio Chola hasta 1055, y la cultura de Sri Lanka estuvo muy influenciada por las costumbres y tradiciones del sur de la India, incluida la religión hindú. Los historiadores creen que la razón para la eliminación del toro del sandakada pahana fue debido a su conexión con el hinduismo. El toro, el vehículo del dios Shiva, es un animal venerado en el hinduismo, por lo que fue retirado de la sandakada pahana para evitar que la gente lo pisara. El león también fue omitido de algunas sandakada pahanas. El considerado mejor ejemplar de sandakada pahana del período Polonnaruwa está en la entrada norte del Vatadage de Polonnaruwa.

## Períodos Gampola y Kandy

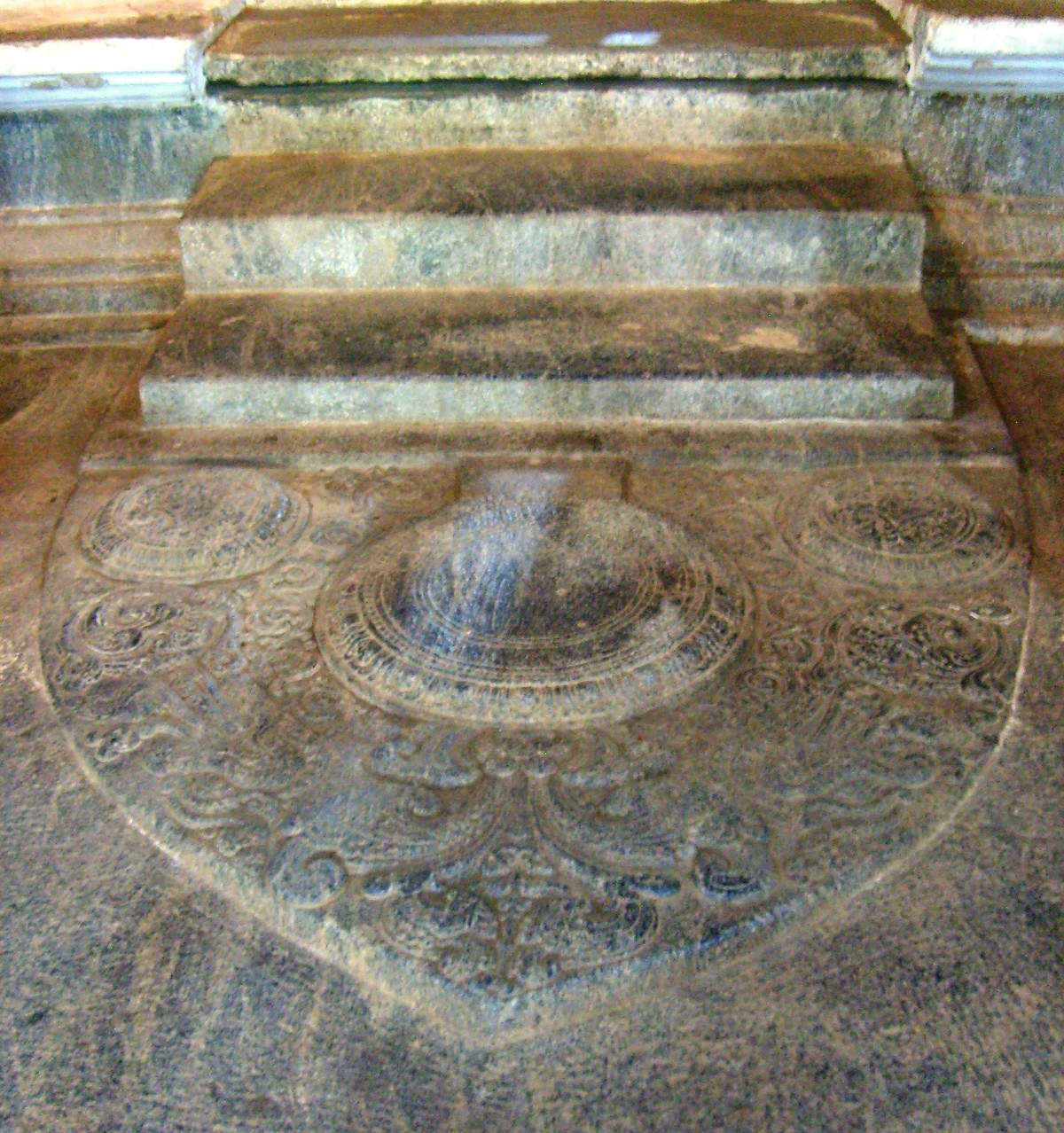
Sandakada pahana del período Kandy en el Degaldoruwa Raja Maha Vihara.

Durante los reinos de Gampola y Kandy, el diseño de las sandakada pahanas había cambiado bastante radicalmente. Las bandas concéntricas habían desaparecido, y la forma de la antigua losa semicircular de piedra se había vuelto casi triangular. El loto sí estaba tallado en medio de la losa de piedra, que estaba rodeado por un elaborado motivo de liyavel.

## Simbolismo
Los historiadores piensan que las tallas de las sandakada pahanas tienen un significado religioso. La interpretación más comúnmente aceptada es la del historiador Senarath Paranavithana (1896-1972) por la que la sandakada pahana simboliza el ciclo de Saṃsāra. El liyavel simboliza los deseos terrenales (Taṇhā) y el loto representa el logro final del Nirvana. El elefante, el toro, el león y el caballo representan el nacimiento, la decadencia, la enfermedad y la muerte respectivamente, mientras que los cisnes simbolizan la separación entre el bien y el mal.